# Lourenço de Sá e Albuquerque

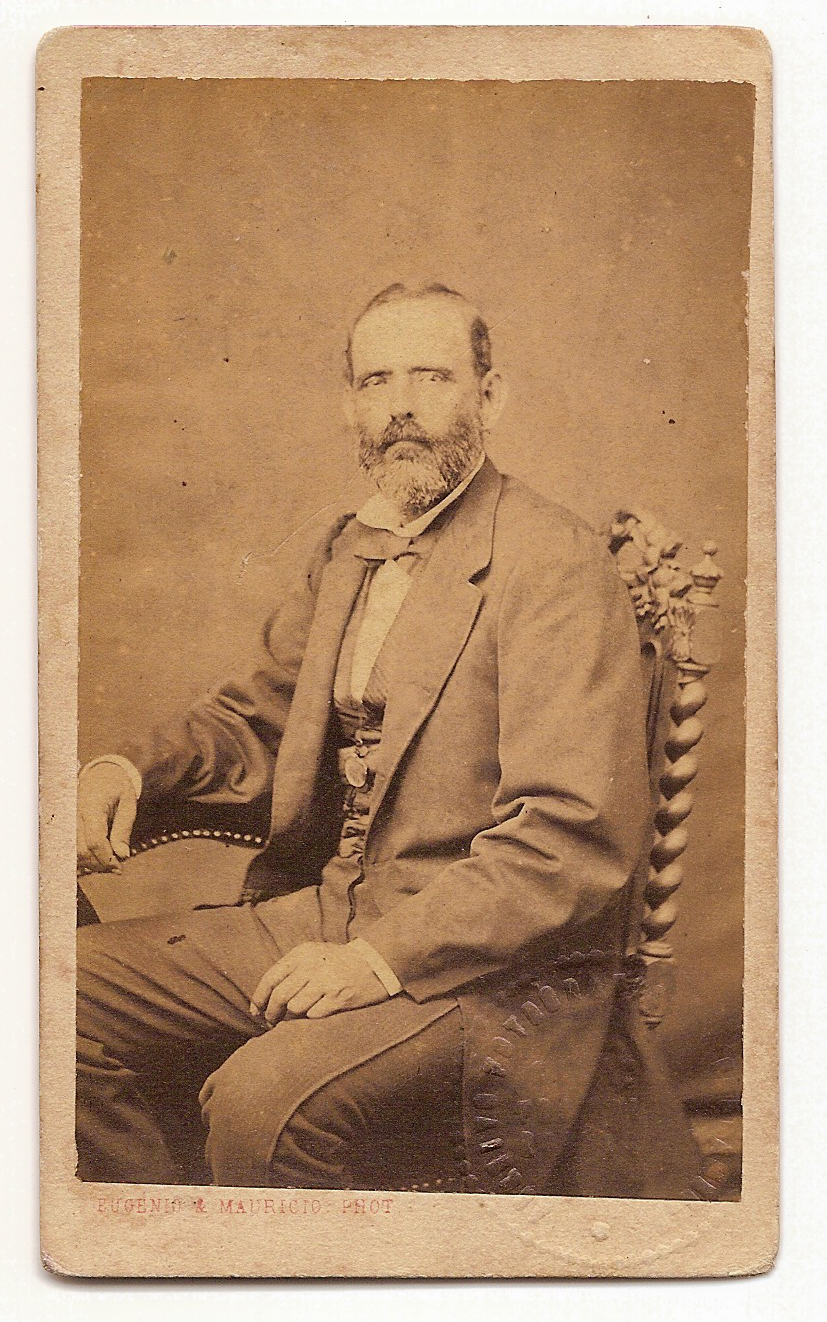
Lourenço de Sá e Albuquerque, Barão de Guararapes.

Lourenço de Sá e Albuquerque, barão e visconde de Guararapes (Pernambuco, 2 de dezembro de 1797 — Recife, 2 de dezembro de 1897) foi um fazendeiro brasileiro.
Filho de Lourenço de Sá e Albuquerque e Mariana de Sá e Albuquerque, irmão de Antônio Coelho de Sá e Albuquerque. Casou-se com Cândida Ernestina Vitória Pais Barreto, com quem teve três filhos.
Agraciado barão, em 11 de março de 1860, e visconde, em 8 de março de 1880, era comendador da Imperial Ordem da Rosa.